# (9972) Minoruoda
(9972) Minoruoda (1993 KQ) – planetoida z pasa głównego asteroid okrążająca Słońce w ciągu 3,47 lat w średniej odległości 2,29 j.a. Odkryta 26 maja 1993 roku.